# Régime permanent
En physique, un régime permanent (ou régime établi) est le régime d'un système stable qui peut être observé après un certain temps, lorsque le régime transitoire est terminé. Cette durée d'extinction du régime transitoire dépend de l'amortissement.
Un exemple typique de régime permanent est le régime sinusoïdal forcé d'un circuit RLC excité par un générateur de tension sinusoïdale. Après extinction du régime transitoire, et en l'absence de non-linéarités, la fréquence d'oscillation du circuit est égale à celle du générateur.
Dans certaines situations, si les conditions extérieures et les contraintes appliquées au système étudié sont indépendantes du temps alors le régime permanent peut être également indépendant du temps et être alors qualifié de stationnaire, sans que cela ne constitue un cas général.

À titre d'exemple on peut citer le régime stationnaire des écoulements de fluides qui se produisent autour des corps isolés (comme des projectiles ou des profils). La grande majorité des études de Mécanique des fluides (aérodynamique ou hydrodynamique) sont ainsi consacrées à des écoulements stationnaires (comme les écoulements autour des ailes d'avions). La Mécanique des fluides instationnaire, au contraire, s'intéresse aux écoulements sans cesse changeant (en force, en vitesse ou en direction) comme par exemple l'écoulement autour des ailes battantes d'oiseaux ou d'insectes. La Mécanique des fluides instationnaire est évidemment beaucoup plus complexe que la stationnaire.